# 찰스 W. 미스너
찰스 W. 미스너(Charles W. Misner /ˈmɪsnər/, 1932년 6월 13일~2023년 7월 24일)는 미국의 물리학자이며 《중력》 의 공저자 중 한 명이다. 그의 전문분야는 일반상대성이론과 우주론이다. 그의 연구는 또한 양자 중력과 수치 상대성 이론 연구를 위한 초기 기반을 제공했다.

## 생애

### 학업 훈련 및 대학 직위
미스너는 1952년에 노트르 담 대학교에서 학사 학위를 받았다. 그런 다음 프린스턴 대학교로 옮겨 1954년에 석사 학위를 취득하고 박사 학위를 마쳤다. 1957년  존 휠러의 지도 하에 박사학위 논문 《일반 상대성 이론의 파인만 양자화 개요; 필드 방정식 유도; 해밀토니안의 소멸》을 완성하였다.
박사 학위를 마치기 전에 미스너는 강사(1956–1959)로 프린스턴 대학교 물리학과 교수진에 합류했으며 이후 조교수(1959–1963)로 승진했다. 1963년 메릴랜드 대학교 칼리지 파크로 옮겨 부교수가 되었고 1966년 정교수가 되었다. 2000년부터 미스너는 물리학과 명예교수였으며 메릴랜드 기초 물리학 센터 중력 이론 그룹의 일원으로 계속 활동하고 있다. 그의 경력 동안 미스너는 주로 프린스턴 대학교와 메릴랜드 대학교에서 22명의 Ph.D.의 학생들을 지도했다.
미스너는 막스플랑크 중력 물리학 연구소 (알베르트 아인슈타인 연구소라고도 함; 산타 바바라 캘리포니아 대학의 이론 물리학을 위한 카블리 연구소; 크라쿠프 교황청 아카데미(폴란드); 모스크바의 천체 문제 연구소 ( 소련 시기); 캘리포니아 공과대학, 옥스퍼드 대학교, 케임브리지 대학교 등에서 방문 연구자로 있었다.

### 연구
미스너 연구의 대부분은 매우 무거운 물체의 중력 상호 작용을 설명하는 일반 상대성 이론 영역에 속한다. 그는 지평선 문제, 일반 상대성 이론, 양자 중력 및 수치 상대성 이론에서 토폴로지의 역할을 처음으로 지적한 우주론의 초기 이해에 기여했다. 우주론과 토폴로지 분야에서 그는 초기 우주의 역학을 더 잘 이해하기 위해 고안한 믹스마스터 우주를 처음 연구했으며 현재 미스너 공간으로 알려진 아인슈타인 필드 방정식에 대한 해를 찾아 내었다. 리처드 아노위트 (Richard Arnowitt) 및 스탠리 데서 (Stanley Deser)와 함께 그는 아인슈타인의 통일된 시공간을 다시 분리된 공간과 시간으로 분할하는 아인슈타인 방정식의 해밀턴 공식을 발표했다. ADM 형식론으로 알려진 이 일련의 방정식은 양자 역학을 일반 상대성 이론과 통합하려는 일부 시도에서 역할을 한다. 또한 아인슈타인 방정식을 수치적으로 풀기 위한 대부분의 기술에 대한 수학적 출발점이기도 하다.
2015년에 알베르트 아인슈타인 학회에서는 데서와 미스너의 업적에 대해 알베르트 아인슈타인 메달을 수여했다. 아노위트는 그 전년도인 2014년에 사망했다.

## 서지
- Misner, Charles W.; Kip S. Thorne; John Archibald Wheeler (September 1973). 《Gravitation》. San Francisco: W. H. Freeman. ISBN 0-7167-0344-0.
- Misner, Charles W.; Patrick A. Cooney (1991). 《Spreadsheet Physics》. Reading, MA: Addison-Wesley. ISBN 0-201-16410-8.